# Rubidium-87
Rubidium-87 of 87Rb is een radioactieve isotoop van rubidium, een alkalimetaal. De abundantie op Aarde bedraagt 27,83%. Daarnaast komt ook de stabiele isotoop rubidium-85 voor.
Rubidium-87 ontstaat onder meer bij het radioactief verval van krypton-87.

## Radioactief verval
Rubidium-87 vervalt door β−-verval tot de stabiele isotoop strontium-87:
{\displaystyle {\ce {{^{87}_{37}Rb}->{^{87}_{38}Sr}+{e^{-}}+{\bar {\nu }}_{e}}}}
De halveringstijd bedraagt ongeveer 49,2 miljard jaar.

## Toepassingen
Doordat rubidium in staat is om kalium te vervangen in bepaalde mineralen, is het sterk verspreid over de Aarde. Daardoor kan deze isotoop in de geochronologie gebruikt worden als dateringsmethode voor gesteenten. Tijdens de gefractioneerde uitkristallisatie neemt de concentratie strontium in plagioklazen toe, waardoor rubidium meer in de vloeibare fase (de smelt) blijft. Hierdoor kan de Rb/Sr-verhouding in het magma in de loop van de tijd toenemen en in het mineraal of gesteente afnemen. Wanneer een initiële hoeveelheid strontium bekend is (wat uit andere gegevens afgeleid kan worden), dan kan de ouderdom van het gesteente bepaald worden door de huidige concentratie rubidium en strontium te meten, alsook de isotopische verhouding 87Sr/86Sr. De bepaling van de ouderdom is enkel accuraat wanneer het gesteente na zijn ontstaan geen noemenswaardige metamorfoses meer heeft ondergaan. Vanwege de zeer grote halfwaardetijd is deze methode uitermate geschikt voor het dateren van zeer oude gesteenten. De methode staat bekend als de rubidium-strontiumdatering.
Rubidium-87 was ook het nuclide dat ingezet werd bij de vorming van het eerste bose-einsteincondensaat.
71Rb · 72Rb · 72mRb · 73Rb · 74Rb · 75Rb · 76Rb · 76mRb · 77Rb · 78Rb · 78mRb · 79Rb · 80Rb · 80mRb · 81Rb · 81mRb · 82Rb · 82mRb · 83Rb · 83mRb · 84Rb · 84mRb · 85Rb · 86Rb · 86mRb · 87Rb · 88Rb · 89Rb · 90Rb · 90mRb · 91Rb · 92Rb · 93Rb · 93mRb · 94Rb · 95Rb · 96Rb · 96mRb · 97Rb · 98Rb · 98mRb · 99Rb · 100Rb · 101Rb · 102Rb · 103Rb